# 偏斜锦香草
偏斜锦香草（学名：Phyllagathis plagiopetala），为野牡丹科锦香草属下的一个植物种。